# No puedo dejar de pensar en ti
«No puedo dejar de pensar en ti» es una canción interpretada de la agrupación mexicana femenina Pandora extraído originalmente de su cuarto álbum de estudio Buenaventura (1988) y lanzado como tercer sencillo oficial del mismo. Fue escrita por los compositores y productores  C. Valle y J.R. Floréz.
En 2022 volvieron a cantar la canción en vivo junto con la agrupación mexicana Flans para el tour Inesperado Tour, junto a otros éxitos más y de Flans.

## Lista de canciones

### CD - Promo[9]
| AbNo Puedo Dejar De Pensar En Ti — Single |                                  |          |  |
| N.º                                       | Título                           | Duración |  |
| 1.                                        | «No Puedo Dejar De Pensar En Ti» |          |  |

## Posiciones en las listas
| Listas                                     | Posición |
| ------------------------------------------ | -------- |
| Estados Unidos Billboard Hot Latin Tracks  | 65       |
| Estados Unidos Billboard Latin Pop Airplay | 6        |